# Trematosphaeria wegeliniana
Trematosphaeria wegeliniana är en svampart som tillhör divisionen sporsäcksvampar och som beskrevs av Lennart Holm och Kerstin Holm. 
Trematosphaeria wegeliniana ingår i släktet Trematosphaeria och familjen Melanommataceae. Arten är reproducerande i Sverige.